# 7-cm-Marinekanonen Škoda
Die 7-cm-Marinekanonen Škoda waren unterschiedliche Schiffsgeschütze der österreich-ungarischen Marine, welche vor und im Ersten Weltkrieg zum Einsatz kamen.

## Entwicklung
Die Entwicklung an der ersten Marinekanone, der 7-cm-Schnellfeuerkanone L/42, begann 1892 bei Škoda in Pilsen. Nach und nach wurde die ursprüngliche Marinekanone weiter verbessert, im Kampfwert gesteigert und mit verschiedenen Sockeln für unterschiedliche Einsatzarten versehen.

## Produktion
Die Produktion der verschiedenen 7-cm-Marinekanonen fand zwischen 1892 und 1918 bei Škoda statt.

## Technische Beschreibung
Das Geschützrohr der Kanone bestand aus Stahl und verfügte über einen horizontalen Schiebekeilverschluss. Unter dem Geschützrohr befand sich ein einzelner Rückstoßzylinder um den Rückstoß der Waffe abzumildern. Die Marinekanone verwendeten Schnellfeuermunition. Die verwendete Munition waren Stahlgranaten, Schrapnellgranaten und Spitzgeschosse.

### SFK L/42
Die 7-cm-Schnellfeuerkanone L/42 war ein Mehrzweck-Schnellfeuergeschütz für die Schiffe der österreich-ungarischen Marine. Sie wurde 1892 entwickelt und war die erste Kanone in dieser Familie. Das Geschützrohr hatte ein Gewicht von 630 kg und mit der Lafette kam sie auf 1,48 t. Die Rohrlänge betrug 2,12 m, was das Geschütz eine Gesamtlänge von 2,75 m brachte. Der Höhenrichtbereich ging −10 bis +20 Winkelgrad, wodurch sich der Einsatz auf Seeziele beschränkte. Auf der Lafette war ein seitliches Richten um 360 Winkelgrad möglich. Bei einer Mündungsgeschwindigkeit von 700 m/s konnten die Granaten bis zu 6 km weit gefeuert werden.

### L/18
Die 7-cm-Marinekanone L/18 war ein Landungsgeschütz, welches für die Unterstützung von Landungstruppen mit ans Land gebracht werden konnte. Ursprünglich 1895 entwickelt und für die Abwehr gegen Torpedobooten vorgesehen, verfügte das Geschütz über einen Höhenrichtwert von −10 bis +20 Winkelgrad. Für den schnellen Transport wog das Geschützrohr nur 98 kg und hatte eine Länge von 1,2 m. Zusammen mit der Lafette kam das Geschütz auf 500 kg. Die verschossene Munition wog 4 kg und verließ das Geschützrohr mit einer Mündungsgeschwindigkeit von 320 m/s.

### SFK L/45
Die 7-cm-Schnellfeuerkanone L/45 war eine verbesserte Version der L/42 und wurde 1900 entwickelt. Dabei wurde der Lauf auf 2,2 m verlängert, was dem Geschütz eine Gesamtlänge von 2,9 m einbrachte. Das Geschützrohr wog 547 kg und mit der Lafette wog das Geschütz 1,86 t. Auf der Lafette war es möglich, das Geschütz um 360 Winkelgrad zu drehen. Der Höhenrichtbereich ging −10 bis +20 Winkelgrad, wodurch sich der Einsatz auf Seeziele beschränkte. Eine geübte Mannschaft konnte bis zu 20 Granaten in der Minute abfeuern. Bei einer Mündungsgeschwindigkeit von 725 m/s konnten die Granaten bis zu 6,5 km weit gefeuert werden.

### SFK L/45 BAG
Die 7-cm-Schnellfeuerkanone L/45 Ballonabwehrgeschütz war zur Bekämpfung von Flugzeugen und Ballons vorgesehen und wurde 1900 mit der SFK L/45 entwickelt. Das Geschützrohr allein hatte ein Gewicht von 520 kg. Die Länge des Geschützrohr betrug 2,2 m, wodurch das Geschütz eine Gesamtlänge von 2,9 m hatte. Es war um 360 Winkelgrad drehbar und hatte einen Höhenrichtbereich von −10 bis +90 Winkelgrad. Bei einer Mündungsgeschwindigkeit von 725 m/s konnten die Granaten bis zu 5 km weit gefeuert werden.

### L/30 K09 BAG
Das 7-cm-Marinekanone L/30 K09 Ballonabwehrgeschütz war eine veränderte Version der SFK L/45 BAG und wurde 1910 entwickelt. Das Geschützrohr allein hatte ein Gewicht von 244 kg. Zusammen mit der Torpedoboot-Abwehrlafette hatte es ein Gewicht von 654 kg und mit der Ballonabwehrlafette ein Gewicht von 954 kg. Die Länge des Geschützes betrug 1,9 m. Es war um 360 Winkelgrad drehbar und hatte einen Höhenrichtbereich von −10 bis +90 Winkelgrad. Eine geübte Mannschaft konnte bis zu 20 Granaten in der Minute abfeuern. Die Mündungsgeschwindigkeit betrug 550 m/s.

### L/26 K15 BAK
Die 7-cm-Marinekanone L/26 K15 Ballonabwehrgeschütz war eine verbesserte und verkürzte Version der L/30 K09 BAG und wurde 1915 entwickelt. Das Geschützrohr wurde um 20 cm auf 1,7 m verkürzt und wog nur noch 220 kg. Auf der Ballonabwehrlafette hatte das Geschütz einen Höhenrichtbereich von −10 bis +90 Winkelgrad und konnte um 360 Winkelgrad gedreht werden. Die Mündungsgeschwindigkeit betrug 480 m/s und die verschossenen Granaten wogen 5,3 kg.

## Einsatz

### SFK L/42
- Die zwei Monitore der Körös-Klasse wurden als sekundäre Bewaffnung mit je zwei SFK L/42 ausgerüstet.
- Der Monitor Leitha wurde nach der Überholung 1915 mit einer SFK L/42 ausgerüstet.
- Die beiden Geschützten Kreuzer der Panther-Klasse erhielten nach der Umrüstung 1909 und 1910 je vier SFK L/42.

### L/18
- Die beiden Geschützten Kreuzer der Kaiser Franz Joseph I-Klasse waren mit je zwei L/18 ausgerüstet.

### SFK L/45
- Alle vierzehn Zerstörer der Huszár-Klasse wurden mit der SFK L/45 als primäre Bewaffnung auf einer Flachlafette ausgerüstet.
- Auch die Zerstörer der Tátra-Klasse wurden mit je sechs SFK L/45 auf Flachlafette als sekundäre Bewaffnung ausgerüstet.
- Alle drei Schlachtschiffe der Erzherzog-Karl-Klasse wurden mit je zwölf SFK L/45 zur Torpedobootabwehr ausgerüstet.
- Alle drei Schlachtschiffe der Habsburg-Klasse wurden mit je zehn SFK L/45 zur Torpedobootabwehr ausgerüstet.
- Acht Torpedoboote der T-Gruppe der 250t-Klasse wurden mit je zwei SFK L/45 oder L/30 K09 BAG ausgerüstet.
- Die drei Torpedokreuzer der Zara-Klasse verfügten nach der Umrüstung 1917 über je zwei SFK L/45.

### SFK L/45 BAG
- Das Einheitslinienschiff Monarch wurde nach der Überholung im Jahr 1917 mit einer SFK L/45 BAG ausgerüstet.
- Nach der Umrüstung der Zerstörer der Tátra-Klasse zwischen 1916 und 1918, wurden zwei der sechs SFK L/45 durch SFK L/45 BAG ersetzt.
- Alle drei Schlachtschiffe der Erzherzog-Karl-Klasse erhielten nach der Umrüstung 1916 je zwei SFK L/45 BAG zur Luftabwehr.
- Alle drei Schlachtschiffe der Habsburg-Klasse erhielten nach der Umrüstung 1916 und 1917 je zwei SFK L/45 BAG für die Luftabwehr.
- Acht Torpedoboote der T-Gruppe der 250t-Klasse wurden mit je zwei L/30 K09 BAG oder SFK L/45 ausgerüstet.

### L/30 K09 BAG
- Die Vierzehn Zerstörer der Huszár-Klasse wurden während des Umbaus zwischen 1912 und 1913 mit je fünf L/30 K09 BAG auf Mehrzwecklafetten ausgerüstet.
- Acht Schiffe der Minenlegerklasse MT.130 wurden mit der L/30 K09 BAG als Hauptbewaffnung ausgerüstet.
- Alle 16 Torpedoboote der F-Gruppe der 250t-Klasse besaßen als Hauptbewaffnung je zwei L/30 K09 BAG.
- Auch die drei Torpedoboote der M-Gruppe der 250t-Klasse verfügten über zwei L/30 K09 BAG als Hauptbewaffnung.

### L/26 K15 BAK
- Die beiden Monitore der Enns-Klasse verfügten als tertiäre Bewaffnung über je zwei L/26 K15 BAK.
- Auch die beiden Monitore der Sava-Klasse wurden mit je zwei der L/26 K15 BAK als tertiäre Bewaffnung ausgerüstet.
- Das U-Boot U-4 der U3-Klasse erhielt nach der Überholung im Jahr 1917 eine L/26 K15 BAK.
- Vier U-Boote der U20-Klasse, U-20, U-21, U-22 und U-23, erhielt eine L/26 K15 BAK.